# Patiluban Hilir
Patiluban Hilir is een bestuurslaag in het regentschap Mandailing Natal van de provincie Noord-Sumatra, Indonesië. Patiluban Hilir telt 854 inwoners (volkstelling 2010).